# APS (machinepistool)
De APS (Russisch: Автоматический Пистолет Стечкина, Avtomatitsjeskij Pistolet Stetsjkina, Automatisch Pistool Stetsjkin) is een Russisch automatisch pistool, ingevoerd om ten dele de TT-33 en de PPSj-41 en PPS te vervangen. Het wapen werd in december 1951 ingevoerd.
Voluit heet het wapen het 9-mm Automatisch Pistool Stetsjkin (Russisch: 9-мм Автоматический Пистолет Стечкина, transliteratie 9-mm Avtomatitsjeskiej Pistolet Stetsjkina).

## Geschiedenis
In mei 1929 begon het Rode Leger te kijken naar pistolen ter vervanging van de Nagant-revolvers. Men was op zoek naar een kleiner, 9-schots semi-automatisch pistool van 0,5 tot 0,6 kilogram, en een groter 20 tot 25-schots volautomatisch pistool met gewicht tot 2,5 kilogram. Hoewel Fedor Tokarev een tamelijk succesvol pistool creëerde, kwam de test-commissie tot de conclusie dat het pistool te zwaar en complex was.
Na de Tweede Wereldoorlog zou het Sovjetleger opnieuw op zoek gaan naar een groter, volautomatisch pistool. Uit gevechtservaring was gebleken dat het nodig zou zijn om pelotonscommandanten van de infanterie, tankbemanningen en geschutsmanschappen met een dergelijk pistool uit te rusten.
Midden jaren '40 zou het directoraat van de artillerie de eisen uiteenzetten: het pistool moest in staat zijn om zowel semi-automatisch als volautomatisch te vuren, gebruik maken van de 9×18mm Makarov-patroon, tot op 200 meter effectief zijn, en over een magazijn met hoge capaciteit beschikken.
Nadat tussen april en juni 1949 vergelijkende tests waren uitgevoerd met pistolen van Kalasjnikov, Vojevodin en Stetsjkin in vergelijking met de volautomatische Mauser C96 en PPS, bleek het ontwerp van Stetsjkin het beste te voldoen aan de eisen. Zodoende werd het in December 1951 officieel in de bewapening opgenomen als de 9-мм Автоматический Пистолет Стечкина.
Het pistool zou tussen 1952 en 1959 door de "Molot" fabriek worden geproduceerd. Vanwege zijn grootte en gewicht zou het wapen nooit populair zijn bij de troepen.

## Toebehoren
Het APS pistool werd in de Sovjet-Unie verstrekt met een holster-kolf, dat wil zeggen, een kolf die ook dienst deed als holster, een riem om deze holster-kolf te dragen, een pompstok met schroevendraaier, vijf patroonmagazijnen, en een lederen tas voor vier patroonmagazijnen. Het vijfde magazijn werd in het wapen geladen.

## APB
De APB (Automatisch Pistool Gedempt) is een variant van het APS pistool. De volledige naam van het wapen is 9-mm Automatisch Pistool voor Geluidsloos en Vlamloos Schieten (Russisch: 9-мм Автоматический Пистолет для Бесшумной и Беспламенной Стрельбы, transliteratie 9-mm Avtomatitsjeskiej Pistolet dlja Bessjoemnoj i Besplamennoj Strelbi).
In het midden van de jaren '70 werd besloten om ongeveer 2000 APS pistolen om te bouwen tot de APB. Het wapen verschilde enkel in de details. Om als gedempt wapen te functioneren was de loop aangepast. Ook maakte het wapen gebruik van een andere kolf.